# Шандра південна
Шандра південна (Marrubium pestalozzae) — вид рослин з родини глухокропивові (Lamiaceae), поширений у південно-східній і східній Європі.

## Опис
Багаторічна рослина 30–60 см заввишки, притиснуто сіро-повстяно запушена. Стебла гіллясті, зі спрямованими догори гілками, вкриті короткими волосками. Листки довгасто яйцеподібні або довгасті, біля основи цілокраї, у верхній частині городчато-пилчасті, зверху сітчасто-зморшкуваті, вкриті волосками, знизу глибоко сітчато-зморшкуваті, з виступаючими жилками, з більш густим запушенням, коротко черешкові. Квіти в суцвіттях. Віночок білий, майже вдвічі довший за чашечку; верхня губа глибоко надрізана на дві лопаті, нижня губа з середньою ниркоподібною лопаттю й бічними довгасто яйцеподібними. Горішки яйцеподібні, дрібно горбкуваті.

## Поширення
Поширений у південно-східній і східній Європі (Греція, Болгарія, Румунія, Молдова, Україна, Росія).
Населяє степові місця, поля.